# Bierbach (Amdorfbach)
Der Bierbach oder Schönbach ist ein 2,5 km langer, südwestlicher und rechter Zufluss des Amdorfbachs. Er fließt innerhalb des Westerwaldes im hessischen Lahn-Dill-Kreis.

## Geographie

### Verlauf
Die Quelle des im Naturpark Lahn-Dill-Bergland verlaufenden Bierbachs liegt im Gemeindegebiet von Herborn südsüdwestlich des Ortsteils Schönbach auf dem Nordhang des Obersten Bergs (560 m ü. NHN), einem östlichen Nachbarn des Rother Bergs (571,9 m). Wenige Meter südlich vorbei an der auf etwa 499 m Höhe gelegenen Quelle führt die Bundesstraße 255 (Westerwaldstraße), und jenseits davon befindet sich westlich vom Driedorfer Ortsteil Roth der Hof Rehbachtal.
Der Bierbach fließt in überwiegend nordöstlicher Richtung und vereint sich nach Durchfließen des Herborner Ortsteils Schönbach unmittelbar am östlichen Ortsrand auf etwa 335 m Höhe mit dem dort von Westen kommenden Mühlbach zum Dill-Zufluss Amdorfbach; der 7,25 km lange Mühlbach ist der Hauptstrang-Oberlauf des zusammen mit diesem 15,8 km langen Amdorfbachs.

### Naturräumliche Zuordnung
Der Bierbach fließt in der naturräumlichen Haupteinheitengruppe Westerwald (Nr. 32) und in der Haupteinheit Hoher Westerwald (322) überwiegend in der Untereinheit Westerwälder Basalthochfläche (322.0). Unmittelbar nach Erreichen der zur Haupteinheit Oberwesterwald (323) gehörenden Untereinheit Westerwald-Osthang (Dillwesterwald; 323.0) befindet sich seine Mündung.

### Zuflüsse und Stillgewässer
Zu den Zuflüssen des Bierbachs gehören ein etwa 400 m langer Bach (linksseitig), der nordnordwestlich der Bierbachquelle entspringt, und ein knapp 900 m langer Bach (rechtsseitig), dessen Quelle südlich vom Wirberg (416,6 m) liegt. Der Bierbach speist zwei kleine Fischteiche. Östlich von seinem Oberlauf liegt weit abseits des Bierbachs in Dierdorfer Gebiet nördlich von Roth am Vorderstein (487,7 m) der Steinbruchsee (⊙) im ehemaligen Steinbruch Winkel und nordnordwestlich davon versteckt im Wald in Herborner Gebiet der Silbersee (⊙).

## Schutzgebiete
Bis kurz vor die Ortschaft Schönbach fließt der Bierbach im Fauna-Flora-Habitat-Gebiet Hoher Westerwald (FFH-Nr. 5314-301; 19,6511 km² groß) und im Vogelschutzgebiet Hoher Westerwald (VSG-Nr. 5314-450; 76,1081 km²); im quellnahen Oberlaufbereich verläuft er jeweils auf deren Ostgrenze. Seine Mündung liegt im FFH-Gebiet Dill bis Herborn-Burg mit Zuflüssen (FFH-Nr. 5215-306; 93,97 ha)